# Lorton (Cumbria)
Pour les articles homonymes, voir Lorton.
Lorton est une paroisse civile de Cumbria, située dans le nord-ouest de l'Angleterre. 